# Aberração da luz
A aberração da luz (também conhecida como aberração astronômica ou aberração estelar) é um fenômeno astronômico que produz um movimento aparente de objetos celestes nas proximidades de suas locações, dependendo da velocidade do observador. A aberração faz com que os objetos pareçam fazer um ângulo na direção do movimento do observador, em relação a quando o observador está imóvel. A mudança de ângulo é tipicamente muito pequena, da ordem de “v/c”, em que “c” é a velocidade da luz e “v” é a velocidade do observador. No caso da aberração “estelar” ou “anual”, a posição aparente de uma estrela para um observador na Terra varia periodicamente ao longo de um ano, porque a velocidade da Terra muda à medida que ela gira em torno do Sol, por um ângulo máximo de aproximadamente 20 segundos de arco em ascensão reta ou declinação.
A aberração é historicamente significativa por causa do seu papel no desenvolvimento das teorias da luz, do eletromagnetismo e, finalmente, da relatividade restrita. Ela foi observada inicialmente no final dos anos 1600, por astrônomos que pesquisavam a paralaxe estelar, de modo a confirmar o modelo heliocêntrico do Sistema Solar. Em 1729, James Bradley forneceu uma explicação clássica em termos da velocidade da luz finita em relação ao movimento da Terra em sua órbita em torno do Sol,  que ele usou para fazer uma das primeiras medições da velocidade da luz. Entretanto, a teoria de Bradley era incompatível com as teorias da luz do século XIX, e a aberração se tornou uma motivação importante para as teorias de arraste do éter de Augustin-Jean Fresnel (em 1818) e George Stokes (em 1845), e para a teoria do éter de eletromagnetismo de Hendrik Lorentz, em 1892. A aberração da luz, juntamente com a elaboração por Lorentz da eletrodinâmica de Maxwell, o problema do ímã móvel e o condutor, os experimentos do fluxo negativo de éter, bem como a experiência de Fizeau, levaram Albert Einstein a desenvolver a teoria da relatividade restrita em 1905, que forneceu uma explicação conclusiva para o fenômeno da aberração.
O termo “aberração” foi utilizado historicamente para se referir a diversos fenômenos relacionados, referentes à propagação da luz em corpos em movimento. A aberração não deve ser confundida com a paralaxe estelar, que é causada por uma mudança na posição do observador que olha para um objeto relativamente próximo (teoricamente, qualquer objeto fora do Sistema Solar). A aberração está relacionada à correção luz-tempo e a raios relativísticos, embora ela seja com frequência considerada separadamente desses efeitos. O termo também pode ser usado para fenômenos não relacionados em sistemas ópticos – aberração óptica.

## Explicação
A aberração pode ser explicada como a diferença de ângulo de um raio de luz em diferentes referenciais inerciais. Uma analogia comum é a direção aparente da chuva: se a chuva estiver caindo verticalmente no referencial de uma pessoa imóvel, então para uma pessoa que estiver se movendo a chuva vai parecer cair em um certo ângulo, requerendo que o observador em movimento incline o seu guarda-chuva para frente. Quanto mais rápido o observador se mover, maior a inclinação necessária. O efeito resultante é que os raios de luz que atingem o observador em movimento pelos lados em um referencial estacionário terão um ângulo com a vertical no referencial do observador em movimento. Isto é chamado às vezes de “efeito holofote”. No caso da aberração anual da luz de uma estrela, a direção da luz da estrela vista no referencial da Terra em movimento está inclinada em relação ao ângulo observado no referencial do Sol. Como a direção do movimento da Terra muda durante a sua órbita, a direção desta inclinação muda ao longo do ano, e faz com que a posição aparente da estrela difira da sua posição verdadeira medida no referencial inercial do Sol. Apesar de pelo raciocínio clássico a aberração ser intuitiva, isto leva a alguns paradoxos observáveis mesmo no nível clássico, e a teoria da relatividade restrita é requerida para contemplar corretamente a aberração. Entretanto, a explicação relativística é muito similar à clássica, e nas duas teorias a aberração pode ser entendida como um caso de soma de velocidades.

### Explicação clássica
No referencial do Sol, considere um feixe de luz com a velocidade da luz “c”, com os componentes da velocidade nos eixos “x” e “y” {\displaystyle u_{x}} e {\displaystyle u_{y}}, em um ângulo {\displaystyle \tan(\theta )=u_{y}/u_{x}}. Se a Terra está se movendo à velocidade {\displaystyle v} na direção x em relação ao Sol, então por soma de velocidades o componente x da velocidade do feixe no referencial da Terra é {\displaystyle u_{x}'=u_{x}-v}, e o componente y não se altera: {\displaystyle u_{y}'=u_{y}}. (Note que é requerida a velocidade do Sol em relação à Terra, que é o simétrico da velocidade da Terra em relação ao Sol. Note também que aqui estão sendo usados somente vetores sem indicação de direção.) Logo, o ângulo da luz no referencial da Terra em termos do ângulo no referencial do Sol é
{\displaystyle \tan(\phi )={\frac {u_{y}'}{u_{x}'}}={\frac {u_{y}}{(u_{x}-v)}}={\frac {\sin(\theta )}{(\cos(\theta )-v/c)}}}

No caso de {\displaystyle \theta =90^{\circ }}, este resultado se reduz para {\displaystyle \tan(\theta -\phi )=-v/c}.

### Explicação relativística
O arrazoado no caso relativístico é o mesmo, exceto que devem ser usadas as fórmulas relativísticas da soma de velocidades, as quais podem ser derivadas da Transformação de Lorentz entre diferentes referenciais inerciais. Essas fórmulas são
{\displaystyle u_{x}'=(u_{x}-v)/(1-u_{x}v/c^{2})}
{\displaystyle u_{y}'=u_{y}/\gamma (1-u_{x}v/c^{2})}

onde {\displaystyle \gamma =1/{\sqrt {1-v^{2}/c^{2}}}}, dando os componentes do feixe de luz no referencial da Terra em termos dos componentes no referencial do Sol. O ângulo do feixe no referencial da Terra é, portanto,
{\displaystyle \tan(\phi )={\frac {u_{y}'}{u_{x}'}}={\frac {u_{y}}{\gamma (u_{x}-v)}}={\frac {\sin(\theta )}{\gamma (\cos(\theta )-v/c)}}}

No caso de {\displaystyle \theta =90^{\circ }} este resultado se reduz para {\displaystyle \sin(\theta -\phi )=-v/c}, e no limite {\displaystyle v/c\ll 1}isto pode ser aproximado para {\displaystyle \theta -\phi =-v/c}. Esta derivação relativística mantém a velocidade da luz {\displaystyle {\sqrt {u_{x}^{2}+u_{y}^{2}}}=c} constante para todos os referenciais inerciais, diferentemente da derivação clássica acima.

### Relação com a correção luz-tempo e o brilho relativístico
A aberração está relacionada a dois outros fenômenos, a ‘’correção luz-tempo’’, que se deve ao movimento de um objeto observado durante o tempo que a sua luz leva para atingir o observador, e o ‘’brilho relativístico’’, que é uma angulação da luz emitida por uma fonte de luz em movimento. A aberração pode ser considerada equivalente a eles, mas em um diferente referencial inercial. Na aberração, considera-se que o observador está se movendo em relação a (em prol da simplicidade)  uma fonte estacionaria de luz, enquanto na correção luz-tempo e no brilho relativístico considera-se que a fonte de luz se move em relação ao observador imóvel.
Considere o caso de um observador e uma fonte de luz movendo-se um em relação ao outro a velocidade constante, com um feixe de luz movendo-se da fonte para o observador. No momento da emissão, o feixe, no referencial do observador, está inclinado comparado com o mesmo no referencial da fonte, como entendido através do brilho relativístico. Durante o tempo que a luz leva para atingir o observador, a fonte de luz se move em relação ao referencial do observador, e a “posição verdadeira” da fonte se desloca em relação à posição aparente que o observador vê, como explicado pela correção luz-tempo. Por fim, o feixe no referencial do observador no momento da observação está inclinado comparado com o feixe no referencial da fonte, o que pode ser entendido como um efeito da aberração. Logo, uma pessoa no referencial da fonte de luz descreveria a inclinação aparente em termos de aberração, enquanto uma pessoa no referencial do observador a descreveria como um efeito luz-tempo.
A relação entre esses fenômenos só é válida se os planos do observador e da fonte forem referenciais inerciais. Na prática, como a Terra não é um referencial inercial porque possui uma aceleração centrípeta em direção ao Sol, muitos efeitos aberracionais, como a aberração anual na Terra, não podem ser considerados correções luz-tempo. Entretanto, se o tempo entre a emissão e a detecção da luz for curto comparado com o período orbital da Terra, a Terra pode ser aproximada a um referencial inercial e os efeitos da aberração são equivalentes às correções luz-tempo.

## Tipos de aberração
Há alguns tipos de aberração, causados pelos diferentes componentes do movimento da Terra:
- A Aberração anual se deve à translação da Terra em torno do Sol.
- A Aberração planetária é a combinação da aberração e a correção luz-tempo.
- A Aberração diurna se deve à rotação da Terra em torno do seu próprio eixo.
- A Aberração secular se deve ao movimento do Sol e do Sistema Solar em relação a outras estrelas na galáxia.

### Aberração anual

Estrelas no polo eclíptico parecem se mover em círculos, estrelas exatamente no plano da eclíptica se movem em linhas, e estrelas em ângulos intermediários se movem em elipses. A figura mostra os movimentos aparentes de estrelas com a latitude eclíptica correspondente a esses casos e com a longitude eclíptica de 270 graus.

A aberração anual é causada pelo movimento de um observador na Terra, a qual gira em torno do Sol. A velocidade {\displaystyle v} da Terra (no referencial inercial do Sol) varia periodicamente ao longo do ano à medida que o planeta prossegue em sua órbita, e consequentemente a aberração também varia periodicamente, tipicamente fazendo com que as estrelas pareçam se mover em pequenas elipses. Considerando-se a órbita da Terra como aproximadamente circular, o deslocamento máximo de uma estrela devido à aberração anual é conhecido como a “constante de aberração”, convencionalmente representada por {\displaystyle \kappa }. Ela pode ser calculada usando-se a relação {\displaystyle \kappa =\theta -\phi \approx v/c}, substituindo-se a velocidade média da Terra no referencial do Sol por {\displaystyle v} e a velocidade da luz {\displaystyle c}.  Seu valor aceito é de 20″.49552  segundos de arco em J2000.
Assumindo-se uma órbita circular, a aberração anual faz com que as estrelas localizadas exatamente na eclíptica (o plano da órbita da Terra) pareçam se mover para frente e para trás ao longo de uma linha reta, variando em {\displaystyle \kappa } em cada lado em sua posição em relação ao referencial do Sol. Uma estrela que esteja precisamente sobre um dos polos eclípticos (a 90 graus do plano da eclíptica) parecerá se mover em um círculo de raio {\displaystyle \kappa } em torno de sua posição verdadeira, e estrelas em latitudes eclípticas intermediárias parecerão se mover ao longo de uma pequena elipse.
Como ilustração, considere uma estrela no polo eclíptico norte vista por um observador no “topo” da Terra (em direção ao polo eclíptico), em um ponto no Círculo Polar Ártico. No momento do equinócio de março, a órbita da Terra leva o observador em direção ao sul, e a declinação aparente da estrela é, portanto, deslocada para sul em um ângulo de {\displaystyle \kappa }. No equinócio de setembro, a posição da estrela é deslocada para norte em um valor igual e oposto. Nos solstícios de junho e dezembro, o deslocamento na declinação é zero. Inversamente, o valor do deslocamento na ascensão reta é zero em ambos os equinócios e máximo no solstício.
Na prática, a órbita da Terra é ligeiramente elíptica e não circular, e sua velocidade se altera no curso da sua órbita, o que significa que a descrição acima é apenas aproximada. A aberração é calculada mais acuradamente utilizando-se a velocidade instantânea da Terra em relação ao centro de massa do Sistema Solar.
Deve-se notar que o deslocamento devido à aberração é ortogonal a qualquer deslocamento devido a paralaxe. Se a paralaxe fosse detectável, o deslocamento máximo para sul ocorreria em dezembro, e o deslocamento máximo para norte em junho. É este movimento aparentemente anômalo que tanto enganou os primeiros astrônomos,

#### Aberração anual solar
Um caso especial de aberração anual é a deflexão quase constante do Sol em relação a sua posição no referencial inercial do Sol em {\displaystyle \kappa } em direção ao “oeste” (como visto da Terra), oposto ao movimento aparente do Sol ao longo da eclíptica (que vai de oeste para leste, visto da Terra). Logo a deflexão faz com que o Sol pareça estar atrás (ou retardado) em relação a sua posição na eclíptica em uma posição ou ângulo {\displaystyle \kappa }.
Esta deflexão pode de forma equivalente ser descrita como um efeito luz-tempo devido ao movimento da Terra durante os 8,3 minutos que a luz leva para viajar do Sol à Terra. Isto é possível porque o tempo de viagem da luz solar é curto em relação ao período orbital da Terra, logo o referencial da Terra pode ser aproximado como inercial. No referencial da Terra, o Sol se move uma distância {\displaystyle \Delta x=vt} no tempo que a luz leva para atingir a Terra, {\displaystyle t=R/c} para a órbita de raio {\displaystyle R}. Isto dá uma correção angular {\displaystyle \tan(\theta )\approx \theta =\Delta x/R}, que pode ser resolvida para dar {\displaystyle \theta =v/c=\kappa }, o mesmo da correção aberracional.

### Aberração planetária
Aberração planetária é a combinação da aberração da luz (devida à velocidade da Terra) e a correção luz-tempo (devida ao movimento e distância do objeto), conforme calculado no referencial inercial do Sistema Solar. Ambas são determinadas no instante em que a luz do objeto em movimento atinge o observador em movimento na Terra. Ela é chamada assim porque é usualmente aplicada a planetas e outros objetos no Sistema Solar cujo movimento e distância são conhecidos com precisão.

### Aberração diurna
A aberração diurna é causada pela velocidade do observador na superfície da Terra em rotação. É, portanto, dependente da hora da observação, bem como da latitude e longitude do observador. O seu efeito é muito menor do que o da aberração anual, e é de apenas 0,32° no caso de observador no Equador, onde a velocidade de rotação é máxima.

### Aberração secular
O Sol e o Sistema Solar estão girando em torno do centro da galáxia. A aberração devida a este movimento é conhecida como aberração secular e afeta as posições aparentes de estrelas distantes e objetos extragalácticos. Entretanto, como o ano galáctico é de aproximadamente 230 milhões de anos, a aberração varia muito lentamente e sua alteração é extremamente difícil de observar. Portanto, a aberração secular é normalmente ignorada quando se consideram as posições das estrelas. Em outras palavras, os mapas estelares mostram as posições aparentes observadas das estrelas e não as suas posições verdadeiras, calculadas considerando a aberração secular.
Para estrelas distando significativamente menos do que 230 milhões de anos-luz, o Sistema Solar pode ser considerado como um referencial inercial, portanto o efeito da aberração secular é equivalente à correção luz-tempo. Isto inclui as estrelas da Via Láctea, uma vez que esta galáxia possui cerca de 100 mil anos-luz de diâmetro. Para essas estrelas, a posição verdadeira é então facilmente calculada pelo produto do seu movimento próprio (em segundos de arco por ano) e a sua distância (em anos-luz).
A aberração secular é tipicamente um número pequeno de minutos de arco. Por exemplo, a estrela estacionária Groombridge 1830, da constelação Ursa Maior, está deslocada em aproximadamente 3 minutos de arco devido à aberração secular. Isto é cerca de oito vezes o efeito da aberração anual, como seria de se esperar dado que a velocidade do Sistema Solar em relação à Via Láctea é aproximadamente oito vezes maior do que a velocidade da Terra em relação ao Sol.

## Descoberta e primeiras observações
A descoberta da aberração da luz foi totalmente inesperada, e foi somente por extraordinária perseverança e perspicácia que Bradley foi capaz de explicá-la em 1727. A sua origem se baseia em tentativas de descobrir se as estrelas possuíam paralaxes apreciáveis. A teoria de Copérnico do Sistema Solar – de que a Terra gira anualmente em torno do Sol – tinha sido confirmada pelas observações de Galileu Galilei e Tycho Brahe e pelas investigações matemáticas de Kepler e Newton.

### Pesquisa sobre paralaxe estelar
Em 1573, Thomas Digges sugeriu que o desvio por paralaxe das estrelas deveria ocorrer de acordo com o modelo heliocêntrico do Sistema Solar, e consequentemente se essas paralaxes estelares pudessem ser observadas, elas ajudariam a confirmar a teoria heliocêntrica. Muitos observadores afirmaram ter determinado tais paralaxes, mas Tycho Brahe e Giovanni Battista Riccioli concluíram que elas existiam somente nas mentes dos observadores e se deviam a erros instrumentais e pessoais. Em 1680, Jean-Felix Picard, em seu “Voyage d’Uraniborg”, declarou, como resultado de dez anos de observações, que a estrela Polaris (ou Polar) exibia variações em sua posição totalizando 40” no ano. Alguns astrônomos procuraram explicar isto com a paralaxe, mas essas tentativas eram fúteis, pois este movimento era sobre a variação produzida pela paralaxe. John Flamsteed, a partir de medições feitas em 1689 e anos subsequentes com o seu quadrante mural, concluiu de forma similar que a declinação da estrela Polar era 40” menor em julho do que em setembro. Robert Hooke, em 1674, publicou suas observações sobre Gamma Draconis, uma estrela de magnitude 2 que passa praticamente acima da latitude de Londres, e cujas observações são portanto livres das complexas correções da refração astronômica, e concluiu que esta estrela estava 23” mais a norte em julho do que em outubro.

### Observações de James Bradley

Dados de Bradley sobre a componente norte-sul da aberração de Gamma Draconis em 1727, estabelecendo a aberração estelar.

Quando James Bradley e Samuel Molyneux entraram nesta esfera de pesquisa astronômica em 1725, prevalecia a incerteza quanto a se as paralaxes estelares haviam sido observadas ou não; e foi com a intenção de responder definitivamente a esta questão que esses astrônomos construíram um grande telescópio na casa do último em Kew. Eles estavam determinados a reinvestigar o movimento de Gamma Draconis; o telescópio, construído por George Graham (1675-1751), um celebrado fabricante de instrumentos, foi fixado em uma chaminé vertical, de maneira a permitir uma pequena oscilação da ocular, cujo total (isto é, o desvio em relação à vertical), era regulado e medido com a introdução de um parafuso e uma linha de prumo.
O instrumento foi instalado em novembro de 1725 e as observações de Gamma Draconis se iniciaram em dezembro. Observou-se que a estrela se movia 40” para sul entre setembro e março, revertendo o seu curso entre março e setembro. Estes resultados eram inesperados e não explicáveis pelas teorias existentes.

### Primeiras hipóteses
Este movimento evidentemente não era devido a paralaxe nem a erros de observação. Bradley e Molyneux discutiram diversas hipóteses na esperança de encontrar a solução.
Bradley primeiro lançou a hipótese de que o movimento aparente poderia se dever a oscilações do eixo da Terra em relação à esfera celestial – um fenômeno conhecido como nutação. Isto poderia ser testado utilizando-se o fato de que a posição aparente de estrelas no lado oposto da esfera celestial seria afetada em uma quantidade igual e de sinal contrário. Bradley fez o teste utilizando uma estrela com ascensão reta quase exatamente oposta à de Gamma Draconis. Verificou-se que esta estrela possuía um movimento aparente que poderia ser consistente com a nutação, mas como a sua declinação variava metade do que fazia Gamma Draconis, era óbvio que a nutação não fornecia a solução requerida. Embora a nutação pudesse explicar o movimento estelar observado, Bradley mais tarde prosseguiu para descobrir que a Terra realmente possui a nutação.
Bradley também investigou a possibilidade de o movimento se dever a uma distribuição irregular da atmosfera terrestre, o que levaria a variações anormais no índice de refração, mas novamente obteve resultados negativos.
Em 19 de agosto de 1727, Bradley iniciou uma nova série de observações utilizando seu telescópio instalado em Wanstead, Londres. Este instrumento tinha a vantagem de um maior campo de visão, com o que ele podia obter posições precisas de um grande número de estrelas ao longo de cerca de dois anos. Isto comprovou a existência do fenômeno da aberração sem nenhuma dúvida, e também permitiu que Bradley formulasse um conjunto de regras para cálculo do efeito em qualquer estrela em uma data específica.

### Desenvolvimento da teoria da aberração
Bradley acabou o desenvolvimento da explicação da aberração em setembro de 1728 e sua teoria foi apresentada para a Royal Society em meados de janeiro do ano seguinte. Com base em seus cálculos iniciais, Bradley foi capaz de estimar a constante de aberração em 20”, e com isso pôde estimar a velocidade da luz em 183 300 km/s. Uma história conhecida é que ele viu a mudança de direção de um cata-vento em um barco no Tâmisa, causado não pela alteração do vento em si, mas por uma mudança do curso do barco em relação à direção do vento. Entretanto, não há menção a este incidente nos registros do próprio Bradley sobre a descoberta, portanto ela pode ser apócrifa.
A descoberta e elucidação da aberração são atualmente vistas como um caso clássico da aplicação do método científico, em que observações são feitas para testar uma teoria, mas resultados inesperados são às vezes obtidos, levando por sua vez a novas descobertas. Também é relevante notar que parte da motivação original para a pesquisa da paralaxe estelar era para testar a teoria de Copérnico de que a Terra gira em torno do Sol, mas evidentemente a existência da aberração também confirma a veracidade desta teoria.

## Teorias históricas da aberração
O fenômeno da aberração tornou-se um campo para muitas teorias da Física ao longo dos 200 anos entre sua observação e a explicação conclusiva por Albert Einstein.
A primeira explicação clássica foi fornecida em 1729 por James Bradley como descrito acima, que atribuiu o fenômeno à velocidade da luz finita e ao movimento da Terra em sua órbita ao redor do Sol. Entretanto, esta explicação se mostrou imprecisa logo que a natureza de onda da luz foi mais bem entendida, e corrigir isto tornou-se um objetivo importante das teorias do éter luminífero do século XIX. Augustin-Jean Fresnel propôs uma correção devido ao movimento de um meio (o éter) através do qual a luz se propagava, conhecida como arraste parcial do éter. Ele propôs que os objetos arrastam parcialmente o éter com eles à medida que se movimentam, e esta se tornou por algum tempo a explicação aceita para a aberração. George Stokes propôs uma teoria similar, explicando que a aberração ocorre devido ao fluxo de éter induzido pelo movimento da Terra. A evidência acumulada contra essas explicações, combinada com os novos entendimentos da natureza eletromagnética da luz, levou Hendrik Lorentz a desenvolver uma “teoria dos elétrons” que apresentava um éter imóvel, e ele explicou que os objetos se contraem em comprimento quando se movem através do éter. Motivado por essas teorias prévias, Albert Einstein então desenvolveu a teoria da relatividade restrita em 1905, que fornece a moderna explicação para a aberração.

### Explicação clássica de Bradley

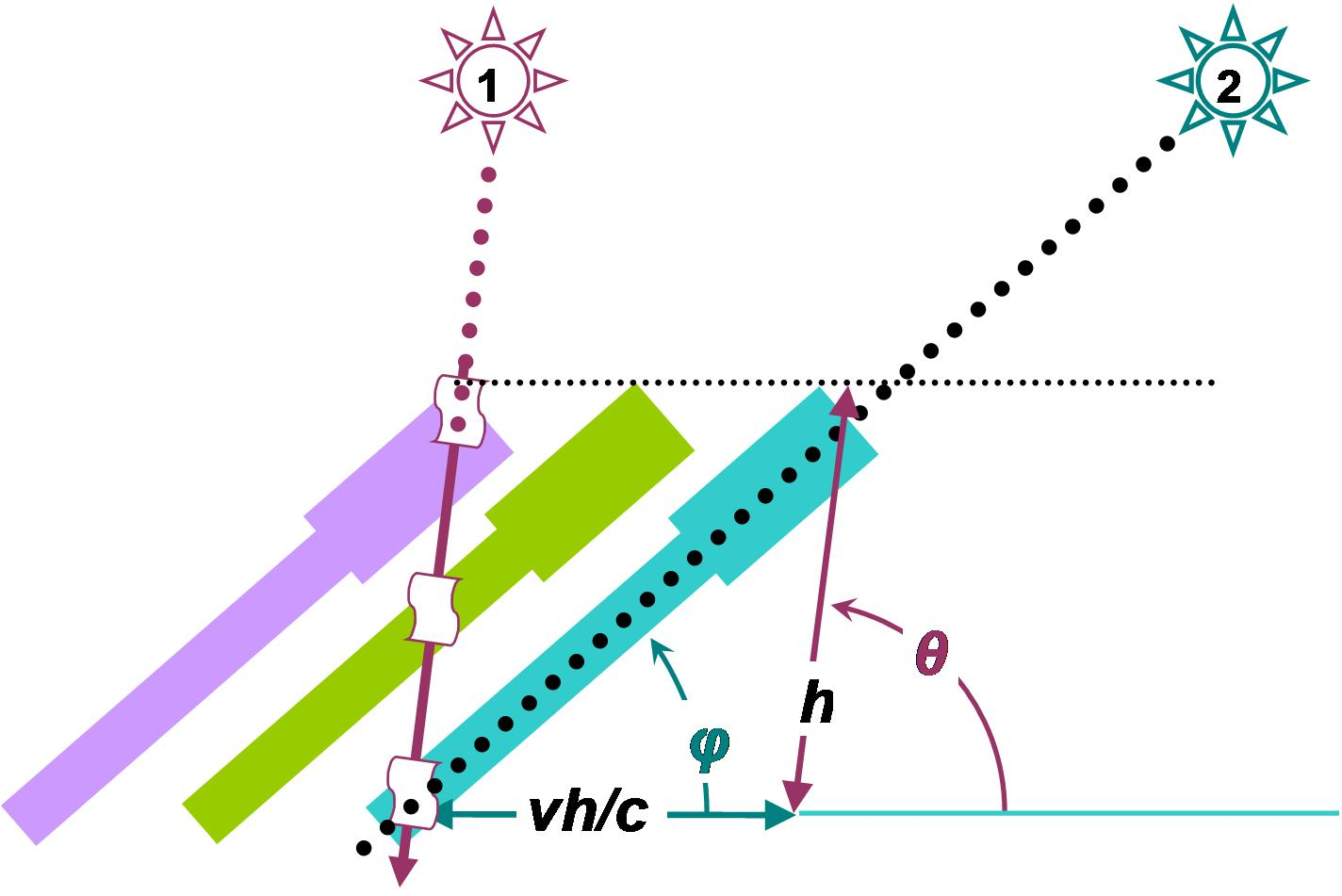
Figura 2: Quando a luz se propaga pelo telescópio, é requerida uma inclinação para o telescópio que depende da velocidade da luz. O ângulo aparente da estrela φ é diferente do seu ângulo verdadeiro θ.

Bradley concebeu uma explicação em termos de uma teoria corpuscular da luz, pela qual a luz é composta por partículas não afetadas pela gravidade. Sua explicação clássica invoca o movimento da Terra em relação a um feixe de partículas de luz movendo-se a velocidade finita, e é desenvolvida no referencial inercial do Sol, diferente da derivação clássica apresentada acima.
Considere o caso em que uma estrela está imóvel em relação ao Sol, e a estrela está extremamente distante, de modo que a paralaxe pode ser ignorada. No referencial inercial do Sol, isto significa que a luz da estrela viaja em caminhos paralelos para o observador na Terra, e chega no mesmo ângulo independentemente da posição da Terra em sua órbita. Suponha que a estrela é observada na Terra com um telescópio, idealizado como um tubo estreito. A luz entra no tubo a partir da estrela no ângulo {\displaystyle \theta } e viaja à velocidade {\displaystyle c}, levando o tempo {\displaystyle h/c} para atingir o fundo do tubo, onde ela é detectada. As observações são feitas na Terra, que se move à velocidade {\displaystyle v}. Durante o trânsito da luz, o tubo se move uma distância {\displaystyle vh/c}. Para as partículas de luz atingirem o fundo do tubo, o tubo deve ser inclinado em um ângulo {\displaystyle \phi } diferente de {\displaystyle \theta }, resultando em uma posição “aparente” da estrela no ângulo {\displaystyle \phi }. À medida que a Terra prossegue em sua órbita, ela muda de direção, portanto {\displaystyle \phi } se altera com a época do ano em que a observação é feita. Os ângulos aparente e verdadeiro são relacionados utilizando trigonometria da forma:
{\displaystyle \tan(\phi )={\frac {h\sin(\theta )}{hv/c+h\cos(\theta )}}={\frac {\sin(\theta )}{v/c+\cos(\theta )}}}.

No caso de {\displaystyle \theta =90^{\circ }}, isto dá {\displaystyle \tan(\theta -\phi )=v/c}. Apesar de isto ser diferente do resultado relativístico mais acurado descrito acima, no limite de ângulos pequenos e baixa velocidade eles são aproximadamente os mesmos dentro do erro de medição nos dias de Bradley. Esses resultados permitiram a Bradley fazer uma das primeiras medições da velocidade da luz.

### Éter luminífero

Young argumentou que a aberração só poderia ser explicada se o éter estivesse imóvel no referencial do Sol. À esquerda, a aberração estelar ocorre se se assume um éter imóvel, mostrando que o telescópio deve ser inclinado. À direita, a aberração desaparece se o éter se move com o telescópio, e este não precisa ser inclinado.

No início do século XIX, a teoria ondular da luz estava sendo redescoberta, e em 1804 Thomas Young adaptou a explicação de Bradley de luz corpuscular para a luz como onda que viaja através de um meio conhecido como éter luminífero. Sua argumentação era a mesma de Bradley, mas ela requeria que este meio estivesse imóvel no referencial inercial do Sol e passasse pela Terra sem ser afetado, ou o meio (e portanto a luz) se moveria junto com a Terra e nenhuma  aberração seria observada. Ele escreveu:

Com relação ao fenômeno da aberração das estrelas, eu estou disposto a acreditar que o éter luminífero atravessa a substância de todos os corpos dos materiais com pouca ou nenhuma resistência, tão livremente talvez como o vento passa através de um bosque.Original {{{{{língua}}}}}: 1804— Thomas Young
Entretanto, logo ficou claro que a teoria de Young não poderia responder pela aberração quando estavam presentes materiais com índice de refração diferente do do vácuo. Um exemplo importante é o de um telescópio cheio de água. A velocidade da luz em tal telescópio é menor do que no vácuo, e é dada por {\displaystyle c/n} em lugar de {\displaystyle c}, onde {\displaystyle n} é o índice de refração da água. Logo, pelos argumentos de Bradley e Young, o ângulo de aberração é dado por
{\displaystyle \tan(\phi )={\frac {\sin(\theta )}{v/(c/n)+\cos(\theta )}}}.

o que indica um ângulo de aberração dependente do meio. Quando a refração na objetiva do telescópio é levada em conta, este resultado se desvia ainda mais do resultado no vácuo. Em 1810, François Arago realizou experiência similar e descobriu que a aberração não era afetada pelo meio no telescópio, fornecendo sólida evidência contra a teoria de Young. Esta experiência foi posteriormente verificada por muitos outros nas décadas subsequentes, mais acuradamente por George Biddell Airy em 1871, com o mesmo resultado.

### Modelos do arraste do éter

#### Arraste do éter de Fresnel
Em 1818, Augustin Fresnel desenvolveu uma explicação modificada para o caso do telescópio de água e outros fenômenos da aberração. Ele explicou que o éter está geralmente em repouso no referencial inercial do Sol, mas objetos arrastam parcialmente o éter junto com eles à medida que se movem. Ou seja, o éter em um objeto de índice de refração {\displaystyle n}, que se move à velocidade {\displaystyle v}, é arrastado parcialmente com uma velocidade {\displaystyle (1-1/n^{2})v}, trazendo a luz junto com ele. Este fator é conhecido como “coeficiente de arraste de Fresnel”. Este efeito de arraste, juntamente com a refração na objetiva do telescópio, compensa a menor velocidade da luz no telescópio de água na explicação de Bradley. Com esta modificação, Fresnel obteve o resultado de Bradley para o vácuo mesmo para telescópios sem vácuo, e também foi capaz de predizer muitos outros fenômenos relacionados com a propagação da luz em corpos em movimento. O coeficiente de arraste de Fresnel tornou-se a explicação dominante da aberração nas décadas seguintes.

#### Arraste do éter de Stokes

Ilustração conceitual da teoria de arraste do éter de Stokes. No referencial inercial do Sol, a Terra se move se move para a direita através do éter, no qual ela induz uma corrente local. Um raio de luz (em vermelho) vindo na vertical é arrastado e desviado devido ao fluxo do éter.

Entretanto, o fato de a luz ser polarizada (descoberto pelo próprio Fresnel) levou cientistas como Augustin-Louis Cauchy e George Green a acreditar que o éter era um sólido elástico totalmente imóvel, em oposição ao éter fluido de Fresnel. Havia, portanto, uma renovada necessidade de explicação para a aberração que fosse consistente tanto com as previsões de Fresnel (e as observações de Arago) quanto com a polarização.
Em 1845, Sir George Stokes propôs um éter que atua como um líquido em grandes escalas, mas como um sólido em pequena escala, suportando assim tanto as vibrações transversas requeridas para a luz polarizada, quanto o fluxo de éter requerido para explicar a aberração. Assumindo apenas que o fluido é não rotacional e que as condições de contorno do fluxo são tais que o éter tem velocidade zero longe da Terra, mas se move na velocidade da Terra na sua superfície e dentro dela, ele foi capaz de contemplar completamente a aberração.
A velocidade do éter fora da Terra decresceria como função da distância da Terra, logo os raios de luz das estrelas seriam arrastados progressivamente à medida que se aproximassem da Terra. O movimento da Terra não seria afetado pelo éter devido ao Paradoxo de D'Alembert.
As teorias de Fresnel e Stokes ficaram populares. Entretanto, a questão da aberração foi colocada de lado durante boa parte da segunda metade do século XIX, uma vez que o foco das investigações deslocou-se para as propriedades eletromagnéticas do éter.

### Contração do comprimento de Lorentz
Nos anos 1880, uma vez melhor entendido o eletromagnetismo, o interesse voltou-se de novo para o problema da aberração. Nessa época, eram conhecidas falhas nas teorias de Fresnel e Stokes. A teoria de Fresnel requeria que a velocidade relativa entre o éter e a matéria fosse diferente para a luz de diferentes cores, e foi mostrado que as condições de contorno que Stokes havia assumido em sua teoria eram inconsistentes com sua assunção de fluxo não rotacional. Ao mesmo tempo, as modernas teorias do éter eletromagnético não podiam contemplar a aberração. Muitos cientistas como James Clerk Maxwell, Oliver Heaviside e Heinrich Hertz tentaram sem sucesso resolver esses problemas incorporando as teorias de Fresnel ou de Stokes nas novas leis de Maxwell do eletromagnetismo.
Hendrik Lorentz despendeu esforço considerável nessas linhas. Depois de trabalhar neste problema por uma década, as questões com a teoria de Stokes levaram-no a abandoná-la e a seguir a sugestão de Fresnel de um éter (geralmente) estacionário (1892, 1895). Entretanto, no modelo de Lorentz o éter era completamente imóvel, como os éteres de Cauchy, Green e Maxwell, diferentemente do éter de Fresnel. Ele obteve o coeficiente de arraste de Fresnel a partir de modificações da teoria eletromagnética de Maxwell, incluindo uma modificação das coordenadas de tempo em referenciais móveis (“tempo local”). A fim de explicar a experiência de Michelson-Morley (1887), que aparentemente contradizia as teorias de éter imóvel de Fresnel e Lorentz e confirmava o arraste completo do éter de Stokes, Lorentz teorizou (1892) que os objetos passam por uma “contração do comprimento” por um fator de {\displaystyle {\sqrt {1-v^{2}/c^{2}}}} na direção do seu movimento através do éter. Desta forma, a aberração (e todos os fenômenos ópticos relacionados) pode ser contemplada no contexto de um éter imóvel. A teoria de Lorentz tornou-se a base para muita pesquisa na década seguinte e depois. Suas predições para a aberração são idênticas às da teoria da relatividade.

### Relatividade restrita
A teoria de Lorentz era bem compatível com as experiências, mas era complicada e fazia muitas assunções físicas não substanciadas sobre a natureza microscópica do meio eletromagnético. Na sua teoria de 1905 da relatividade restrita, Albert Einstein reinterpretou os resultados da teoria de Lorentz em uma estrutura conceitual muito mais simples e natural, que dispensava a ideia de um éter. A sua derivação é atualmente a explicação aceita. Robert Shankland registrou algumas conversas com Einstein, em que este enfatizava a importância da aberração:

Ele continuava a dizer que os resultados experimentais que mais o haviam influenciado eram as observações da aberração estelar e as medições de Fizeau sobre a velocidade da luz na água em movimento. “Elas foram suficientes”, disse ele.
Outras importantes motivações para o desenvolvimento da relatividade de Einstein foram o problema do ímã móvel e o condutor e, indiretamente, as experiências do fluxo negativo de éter, já mencionados por ele na introdução do seu primeiro trabalho sobre a relatividade. Einstein escreveu em uma nota em 1952:
Meu próprio pensamento foi mais indiretamente influenciado pela famosa experiência de Michelson-Morley. Eu fiquei sabendo dela pelo caminho de Lorentz na investigação sobre a eletrodinâmica de corpos em movimento (1895), a qual eu conheci antes do estabelecimento da teoria da relatividade restrita. A assunção básica de Lorentz de um éter em repouso não me pareceu diretamente convincente, uma vez que ela levava a uma interpretação aparentemente artificial da experiência de Michelson-Morley, o que me pareceu não natural. Meu caminho direto para a teoria da relatividade restrita foi determinado principalmente pela convicção de que a força eletromotriz induzida em um condutor movendo-se em um campo magnético é nada mais que um campo elétrico. Mas o resultado da experiência de Fizeau e o fenômeno da aberração também me guiaram.
Apesar de o resultado de Einstein ser o mesmo da equação original de Bradley, exceto por um fator extra de {\displaystyle \gamma }, deve ser enfatizado que o resultado de Bradley não dá apenas o limite clássico do caso relativístico, no sentido de que ele fornece predições incorretas mesmo a baixas velocidades relativas. A explicação de Bradley não pode contemplar situações como o telescópio de água, nem muitos outros efeitos ópticos (como a interferência) que podem ocorrer dentro do telescópio. Isto se dá porque no referencial da Terra ele prediz que a direção de propagação do feixe de luz no telescópio não é normal à frente de onda do feixe, em contradição com a teoria de eletromagnetismo de Maxwell. Ela também não preserva a velocidade da luz c entre os referenciais. Entretanto, Bradley corretamente inferiu que o efeito se devia às velocidades relativas.